# Боровна (деревня)
Боровна — деревня в Белёвском районе Тульской области в составе Правобережного сельского поселения. Население - 27 человек (2021).

## География
Находится в юго-западной части Тульской области на расстоянии приблизительно 4 км на северо-восток по прямой от города Белёв, административного центра района на правобережье Оки.

## История
В 1859 году здесь (деревня Белёвского уезда Тульской губернии) было учтено 7 дворов, в 1926 — 49, в конце 1930-х годов — 53.

## Население
Постоянное население составляло 70 человек (1859 год), 254 (1926), 18 (русские 94 %) в 2002 году.
| 2010 |
| ---- |
| 13   |